# But-1-en
But-1-en je za běžných podmínek bezbarvý, hořlavý plynný uhlovodík patřící do skupiny alkenů. Je jednou ze čtyř izomerních forem butenu. Bývá získáván z ropy.